# حزقيال مانويل كويلو
حزقيال مانويل كويلو (بالإسبانية: Juan Manuel Coello)‏ هو مدرب كرة قدم ولاعب كرة قدم هندوراسي، ولد في 21 مايو 1976 في تيغوسيغالبا في هندوراس. شارك مع منتخب هندوراس تحت 20 سنة لكرة القدم ومنتخب هندوراس لكرة القدم. أما مع النوادي، فقد لعب مع نادي بيدا.

## وصلات خارجية
- حزقيال مانويل كويلو على موقع الاتحاد الدولي (مؤرشف)  (الإنجليزية)
- حزقيال مانويل كويلو على موقع قاعدة بيانات كرة القدم.إي يو (الإنجليزية)
- حزقيال مانويل كويلو على موقع ناشيونال فوتبول تيمز (الإنجليزية)